# 新馬羅夫

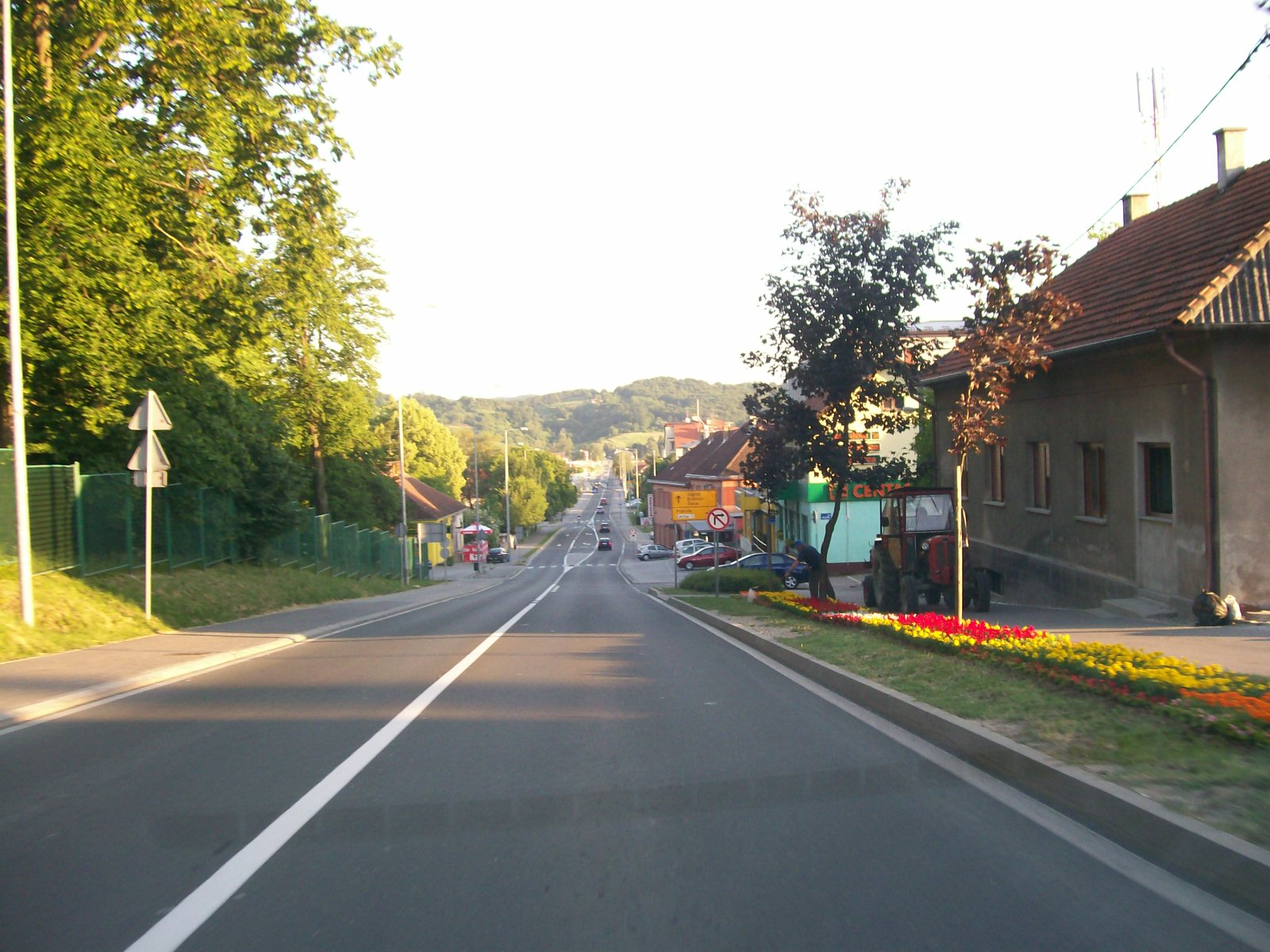

新馬羅夫是克羅地亞的城鎮，位於該國北部貝德尼亞河右岸，距離首府瓦拉日丁18公里，由瓦拉日丁縣負責管轄，該鎮在1929至1991年間由南斯拉夫負責管治，2011年人口13,238。

## 外部連結
- Novi Marof official site （页面存档备份，存于） （克羅埃西亞文）
- Novi Marof unofficial Web portal （页面存档备份，存于） （克羅埃西亞文）

46°10′N 16°20′E / 46.167°N 16.333°E